# نائب في البوندستاغ الألماني
نائب في البوندستاغ الألماني (بالألمانية: Mitglied des Deutschen Bundestages) تُختصر (MdB) أو (بالألمانية: Bundestagsabgeordneter) هو المُسمى الرسمي لأعضاء البوندستاغ الألماني. يُوضع الاختصار MdB كلاحقة مع أو بدون فاصلة بعد الاسم الأخير للنائب، على سبيل المثال (Erika Mustermann, MdB).
نتيجة للانتخابات الاتحادية 2021 يوجد في البرلمان 736 نائبا. الفرق بين الحد الأدنى لعدد المقاعد 598 والعدد الإجمالي للنواب 736 ناتج عن المقاعد المتراكمة والمقاعد التعادلية.

## الوصف العام
يُنتخب نواب البوندستاغ عن طريق الانتخابات الاتحادية المباشرة (التفويض المباشر) أو وفقاً لقوائم الولايات للأحزاب. لكل ناخب صوتان، بالصوت الأول يختار مرشح الدائرة الانتخابية بشكل مباشر وبالصوت الثاني يختار فيه قوائم الأحزاب في الولايات وهو ما يحدد نسبة كل حزب في البرلمان.
كانت هناك استثناءات في تاريخ جمهورية ألمانيا الاتحادية لهذه القاعدة التي تحدد أعضاء البوندستاغ عن طريق الانتخابات الاتحادية:
- تم تعيين أعضاء البرلمان عن برلين الغربية من المجلس التشريعي الأول إلى الحادي عشر من قبل مجلس النواب في برلين. ومع ذلك لم يحصل المندوبون في برلين على حقوق التصويت (الكاملة) إلا من خلال عملية إعادة التوحيد في 8 يونيو 1990

- بعد انضمام سارلاند في 4 يناير 1957 تم تعيين عشرة أعضاء آخرين في البوندستاغ من قبل برلمان الولاية.

- بسبب إعادة التوحيد مع جمهورية ألمانيا الديمقراطية السابقة في 3 أكتوبر 1990، انضم 144 نائبًا جديدًا إلى البوندستاغ، والذي كانوا معينين في غرفة الشعب (برلمان ألمانيا الشرقية سابقاً).

ووفقاً للمادة 38 من القانون الأساسي فإن أعضاء البرلمان الألماني يمثلون الشعب الألماني بالكامل في البوندستاغ وليسوا ملزمين بتعليمات أو أوامر في اتخاذ قراراتها، ولكنهم يخضعون لضميرهم فقط. ومع ذلك فإن الحرية في الممارسة البرلمانية محدودة بما يسمى الانضباط الفئوي.
من ناحية أخرى ينتخب النواب المستشار الاتحادي، كما يمكنهم عزله قبل نهاية فترة البرلمان بناءًا على تصويت لحجب الثقة. كما يشاركون أيضاً في انتخاب الرئيس الاتحادي لجمهورية ألمانيا الاتحادية كونهم جزء من المجمع الانتخابي الاتحادي. بالإضافة إلى ذلك لديهم حصة حاسمة في التشريعات الاتحادية.

## الملاحظات
1. ↑  المقاعد المتراكمة هي التي يحصل عليها حزب ما في حال فوزه بعدد من المقاعد المباشرة من خلال الصوت الأول تزيد عن عدد الأصوات التي فاز بها في الصوت الثاني. أما المقاعد التعادلية فهي المقاعد التي يتم توزيعها في حال منح أحد الأحزاب مقاعد تراكمية وذلك بغرض وصول العدد الإجمالي لمقاعد كل حزب (مقاعد مباشرة ومقاعد قوائم) إلى مستوى يمثل نسب الأحزاب وفقاً للصوت الثاني.
2. ↑  الانضباط الحزبي أو الانضباط الفئوي هو قدرة مجموعة برلمانية من حزب سياسي على جعل أعضائه يدعمون سياسات قيادة الحزب. حيث يشير عادة في الديمقراطيات الحرة إلى السيطرة التي يمتلكها قادة الأحزاب على أعضاء المجموعة البرلمانية في الهيئة التشريعية. حيث أن الانضباط الحزبي أمر مهم لجميع أنظمة الحكم والذي يسمح للأحزاب بالحصول على السلطة السياسية لأنها تحدد درجة تأثر البنية التحتية الحكومية بالعمليات السياسية المشروعة.